# SCORM
Shareable Content Object Reference Model (SCORM) je referenční model pro e-learning. Je souborem specifikací a standardů, jejichž hlavním úkolem je umožnit provozovat obsah vytvořený v souladu se SCORMem v libovolném LMS, který také musí pravidlům SCORM vyhovovat.  
Jak vyplývá z názvu, jde o model sdílitelných obsahových objektů (SCO – Shareable Content Object), který umožňuje znovupoužití vzdělávacích materiálů na všech SCORM přizpůsobených produktech a platformách.
Pro popis výukových objektů SCORM používá manifest. Je to popisný soubor napsaný v rozšiřitelném značkovacím jazyku XML (eXtensible Markup Language).
Aplikační profil metadat popisujících SCORM objekty má 64 prvků, ale jen malá část z nich je povinně vyžadována pro dosažení shody s referenčním modelem. Rozdělují se do devíti kategorií:
1. Obecná kategorie
2. Životní cyklus
3. Meta-metadata
4. Technická kategorie
5. Vzdělávací kategorie
6. Právní kategorie
7. Vztahy
8. Anotace
9. Klasifikace

Tento model je vytvářen americkou iniciativou ADL (Advanced Distributed Learning Initiative) a odvolává se na normy vytvořené konzorcii IEEE a IMS learning Technology Standards. 